# シェイクII
シェイクII（シェイクツー）は2007年に大都技研が販売した5号機のパチスロ機。4号機の『シェイク』の後継機で、大都技研初の5号機。『吉宗』、『押忍!番長』、『秘宝伝』でおなじみのシャッター付き液晶機。新筐体の液晶演出には「スゴビ」（凄い+ビジョンを掛け合わせた造語）と呼ばれるものがあり、チャンスステージ及びそこから発展したボーナス時に液晶画面に奥行きが生じる。保通協における形式名は「シェイクII2」。

## 概要
- アシストタイム (AT) やリプレイタイム (RT) を（演出用を除いて）搭載しない、ボーナスによってコインを獲得するタイプとなる。
- ボーナスは青7とナディアの2種類のビッグボーナス（2枚がけで466枚以上の払い出しで終了）とレギュラーボーナス（12回のゲームまたは4回の入賞で終了）の3種類が搭載されている。
- ボーナスはほとんどが小役との重複で当選し、重複の可能性はベルを除いた全ての小役にある。しかし、メインは「サボハニ」揃いの「チャンス（15枚役）」で、その際にチャンスステージ（SHAKE、VJ、LIVEの3ステージから選択）に進んだ場合は信頼度がアップする。また、チャンスが揃った場合は5ゲーム間、ボーナス成立後はボーナス入賞までリプレイ確率が上がるRTに入るため、重複の可能性がある小役が揃った後にリプレイが連続して演出も連続した場合、ボーナス入賞の期待度が上昇する。特にステップアップ演出が「スリー！」から始まった場合には信頼度が上がる。
- スゴビ以外の液晶画面は全て通常時の演出となり、さまざまな演出が繰り広げられる。
- チャンスステージ経由のビッグボーナスでは前作や『吉宗』、『押忍!番長』同様、ボーナス時のBGM（キャラクター）を選択できる。キャラクターはBOY、FK、NADJAの3種類。それぞれに経由したチャンスステージ別のバージョンがある。チャンスステージを経由しないBGMが1種類あるため、都合10種類のBGMが用意されている。
- ベルの出現率及びサボハニの重複当選確率に設定間較差がある。

## 登場人物
- 主要キャラクター
  - BOY（ボゥイ） - DJ（魔界のプリンス）
  - F.K（エフ・ケー）- ロボット（フランケンシュタインがモチーフ）
  - Nadja（ナディア） - 歌手（ドラキュラ伯爵の末裔）
  - サボハニ - 謎の生物2人組。本機以外の機種の演出にも登場する、大都のマスコット的存在ともいえる。
- 演出時に登場
  - BB（ブラック・ボゥイ） - BOYのライバル
  - メドゥーサ - Nadjaのライバル歌手
  - コリン - Nadjaのライバル歌手
  - スケルトン - 人気司会者（ガイコツ）
  - カリス - ダンサー（ミイラ）

## 演出(通常時)
ステップアップ演出
BOY、F. K、Nadjaそれぞれのステップアップ演出が存在。
どのキャラクターも最大6段階まで存在（通常は5段階目まで、6段階目はプレミア演出かつボーナス確定となる）。
前述の3段階目からのスタートは比較的熱い演出とされる。
スクラッチ演出
BOYのスクラッチの色で小役ナビ。背景炎で期待度アップとなる。ピザが出るとボーナス確定。
ラップバトル
BOYとBBが熱いラップバトルを繰り広げる。叫び声の大きさによって期待度が変化。
継続、復活（ボーナス確定）も存在。プレミア演出で奥義伝授がある（BOY小叫び、BB大叫びが条件、ボーナス確定）。
LIVE予告ポスター
BOYのLIVE開催予告が記載されたポスター。LIVEの開始時刻が遅いほど熱いとされる。
サボハニが揃うことでスゴビ系演出へ発展する。
サボハニ以外の小役（ハズレ含む）が揃った場合は画面にBBが斬り込み、ラップバトルへ発展。                        BOYでなくBBになることがある（ボーナス確定）。
ラジカセ演出
F.Kが持ってきたラジカセのスピーカ色で小役ナビ。
トイレ演出
トイレの横に取り付けられたスピーカの色で小役ナビ。スピーカの振動の強弱で期待度が上昇。
爆弾解体演出
F.Kが爆弾解体に向かう。解体成功でボーナス確定。上記のラジカセ、トイレ演出やワープ演出から発展。
継続、復活（ボーナス確定）が存在する。たまに爆弾がプラモになることがある（ボーナス確定）。
コミック演出
F.Kのコミック（アメコミなどのパロディ）が紹介される。ほとんどはスゴビ系演出か爆弾解体演出へ発展する。
ボーナス確定絵柄もいくつか存在する。
授賞式演出
Nadja・メドゥーサ・コリンの3人が出演し、最優秀女性アーティストが決定する。
上記のBOYやF.Kの演出に比べて発展する確率が低く、激アツ演出とされる。
Nadjaが選ばれればボーナス確定。復活（ビッグボーナス確定）も存在する。

## 演出(チャンスステージ)
「サボハニ」揃い時にスゴビが起動すると、チャンスステージに移行。
ステージ自体は自分の好みで選択することが可能。
SHAKEステージ
パーセンテージ表示等で期待感を演出するタイプのステージ。
シェイクでの高確率演出をアレンジしたものとなっている。
100%表示や爆弾爆発時にVの字出現でボーナス確定。
レアパターンで１％表示がある（ボーナス確定）。
VJステージ
特定の条件下において、サボハニがVの字になって告知を行うタイプのステージ。
LIVEステージ
最終ゲームにおいて、ボーナス当選の当否を告知するタイプのステージ。
仕掛け花火の打ち上げが成功すればボーナス確定（大と小があり、大はビッグボーナス濃厚）。
失敗しても復活するパターンあり（ボーナス確定）。時々リベンジ音楽でスタートすることがある（ボーナス確定）。

## スペック
| 設定 | BIG確率 | REG確率 | 機械割 |
| ---- | ------- | ------- | ------ |
| 1    | 1/520   | 1/676   | 96.3%  |
| 2    | 1/497   | 1/636   | 98.1%  |
| 3    | 1/468   | 1/601   | 101.4% |
| 4    | 1/443   | 1/570   | 103.6% |
| 5    | 1/415   | 1/533   | 106.1% |
| 6    | 1/377   | 1/468   | 110.3% |

※各数値はメーカー発表値。

## ゲーム
- 大都技研公式パチスロシミュレータ シェイクII（パオン、PlayStation 2、2007年7月）
- パチスロ SHAKE II（ディーピー、iPhone/Androidアプリ、2014年5月）

## 関連商品
- SHAKEII SOUND TRACK（2007年6月13日、大都技研、DT-6）